# Campeonato Carioca 1921
In 1921 werd het zestiende Campeonato Carioca gespeeld voor voetbalclubs uit de toen nog Braziliaanse hoofdstad Rio de Janeiro. De competitie werd gespeeld van 3 april tot 2 oktober. Flamengo werd de kampioen.
De competitie werd verdeeld in een Serie A en een Serie B. Beide maken deel uit van de hoogste klasse, maar enkel de Serie A, waar de sterkere teams spelen, levert de kampioen af. De winnaar van de Serie B speelt een play-off om het jaar erop in de Serie A te mogen spelen. 

## Serie A
| Plaats | Club             | Wed. | W | G | V | Saldo | Ptn. |
| ------ | ---------------- | ---- | - | - | - | ----- | ---- |
| 1.     | Flamengo         | 12   | 5 | 5 | 2 | 33:24 | 15   |
| 2.     | America          | 12   | 6 | 3 | 3 | 28:25 | 15   |
| 3.     | Bangu            | 12   | 4 | 4 | 4 | 22:25 | 12   |
| 3.     | Andarahy         | 12   | 5 | 2 | 5 | 22:28 | 12   |
| 5.     | Botafogo         | 12   | 4 | 3 | 5 | 21:17 | 11   |
| 5.     | São Cristóvão AC | 12   | 4 | 3 | 5 | 16:21 | 11   |
| 7.     | Fluminense       | 12   | 3 | 2 | 7 | 22:24 | 8    |

|  | Finale om de titel  |
|  | Degradatie play-off |

## Finale
|             |                      |            |         | |
| 7 september | Flamengo             | 2 – 1 n.v. | America | Estádio das Laranjeiras, Rio de Janeiro Toeschouwers: 25.000 Scheidsrechter: Everardo Martins Tinoco |
| 7 september | Chiquinho , Candiota |            | Nonô    | Estádio das Laranjeiras, Rio de Janeiro Toeschouwers: 25.000 Scheidsrechter: Everardo Martins Tinoco |

## Serie B
| Plaats | Club          | Wed. | W | G | V | Saldo | Ptn. |
| ------ | ------------- | ---- | - | - | - | ----- | ---- |
| 1.     | Villa Isabel  | 12   | 9 | 0 | 3 | 42:19 | 18   |
| 2.     | Carioca FC    | 12   | 6 | 4 | 2 | 25:18 | 16   |
| 3.     | Vasco da Gama | 12   | 6 | 3 | 3 | 27:17 | 15   |
| 4.     | Mangueira     | 12   | 5 | 0 | 9 | 15:27 | 10   |
| 5.     | Mackenzie     | 12   | 4 | 1 | 7 | 25:31 | 9    |
| 6.     | Americano     | 12   | 2 | 4 | 6 | 17:25 | 8    |
| 7.     | Palmeiras     | 12   | 3 | 2 | 7 | 15:29 | 8    |

|  | Promotie play-off |

Wedstrijd om de laatste plaats
|              |           |       |           |                                             |
| 25 september | Americano | 1 – 0 | Palmeiras | Estádio da Rua Campos Sales, Rio de Janeiro |
| 25 september |           |       |           | Estádio da Rua Campos Sales, Rio de Janeiro |

## Play-off
|             |                   |       |              |                                                            |
| 7 september | Fluminense        | 3 – 1 | Villa Isabel | Botafogo, Rio de Janeiro Scheidsrechter: Virgílio Fedrighi |
| 7 september | Welfare , Machado |       | Cecy         | Botafogo, Rio de Janeiro Scheidsrechter: Virgílio Fedrighi |

### Kampioen
| Campeonato Carioca de 1921   |
| Rio de Janeiro               |
| ---------------------------- |
| FLAMENGO Kampioen (4° titel) |